# American Beauty
American Beauty er en amerikansk film fra 1999 instrueret af Sam Mendes og skrevet af Alan Ball. Kevin Spacey har hovedrollen som Lester Burnham, en midaldrende mand, der får en midtvejskrise, da han bliver forelsket i sin teenagedatters bedste ven. Annette Bening spiller Lesters materialistiske kone, Carolyn, og Thora Birch spiller deres usikre datter, Jane, Mena Suvari, Wes Bentley, Chris Cooper og Allison Janney deltager også i filmen. Filmen er blevet beskrevet af akademikere som en satire på den amerikansk middelklasse forhold til skønhed og personlig tilfredsstillelse. Analyser af filmen har fokuseret på filmens udforskning af romantisk og faderlig kærlighed, seksualitet, skønhed, materialisme og selv-frigørelse.
Filmen blev udgivet i Nordamerika den 15. september 1999, og blev positivt modtaget af både kritikere og publikum, det var det bedste anmeldte amerikanske film i 1999 og indtjente over 350 millioner dollars på verdensplan. Anmelderne roste de fleste aspekter af filmen, med særlig vægt på Mendes, Spacey og Ball. DreamWorks lancerede en stor kampagne for at øge American Beauty's chancer for at vinde en Oscar.[kilde mangler]
Filmen endte med at vinde bedste film, bedste instruktør, bedste mandlige hovedrolle (for Spacey), bedste originale manuskript og bedste fotografering ved årets oscaruddeling. Filmen var nomineret til og vandt mange andre priser og hædersbevisninger, hovedsagelig for instruktion, forfatterskab og skuespil.

## Medvirkende
| Rolle            | Skuespiller     |
| ---------------- | --------------- |
| Lester Burnham   | Kevin Spacey    |
| Carolyn Burnham  | Annette Bening  |
| Jane Burnham     | Thora Birch     |
| Col. Frank Fitts | Chris Cooper    |
| Barbara Fitts    | Allison Janney  |
| Ricky Fitts      | Wes Bentley     |
| Angela Hayes     | Mena Suvari     |
| Buddy Kane       | Peter Gallagher |

## Produktion
Ball begyndte at skrive American Beauty som et skuespil i begyndelsen af 1990'erne, delvist inspireret af mediercirkuset omkring Amy Fisher-retssagen i 1992. Han opgav stykket da han indså at historien ville ikke fungere på scenen. Efter flere år som tv-manuskriptforfatter, genoplivede Ball idéen i 1997, da han forsøgte at komme ind i filmindustrien. Det modificerede manuskript havde et kynisk livssyn, der var påvirket af Ball's frustrerende periode som forfatter for flere sitcoms. Producenter Dan Jinks og Bruce Cohen tog American Beauty til DreamWorks, og det nystartede filmstudie købte Ball's manuskript for $ 250.000. Dreamworks finansierede den 15 millioner dollars dyre produktion og fungerede som den nordamerikanske distributør. American Beauty markerede den anmelderroste teaterdirektør Mendes filmdebut.
Spacey var Mendes første valg til rollen som Lester, selvom DreamWorks havde opfordret ham til at overveje bedre kendte skuespillere, studiet foreslog desuden også flere forskellige skuespillere til rollen som Carolyn indtil Mendes gav Bening tilbuddet uden DreamWorks' viden. Optagelserne fandt sted fra december 1998 til februar 1999 på Warner Brothers Backlot i Burbank, Californien og på location i Los Angeles.